# 대한성공회 서울교구
성공회 서울교구는 대한민국의 성공회 교구로서, 서울특별시, 인천광역시, 경기도 전역과 강원도 일부를 관할한다.
1965년 5월 27일, 이천환 바우로 주교가 신설된 서울주교좌에 승좌하면서 교구가 설립되었다.

## 관할 구역
서울특별시, 경기도, 인천광역시 전 지역, 강원도 춘천시, 강릉시

## 역대 교구장[2]
- 캔터베리관구 한국교구장 (단일교구 시절, 대전교구와 동일)
  - 초대 선교사 존 코프 (한국이름 고요한)
  - 2대 아서 터너 (한국이름 단아덕)
  - 3대 마크 트롤로프 (한국이름 조마가)
  - 4대 세실 쿠퍼 (한국이름 구세실)
  - 5대 존 데일리 (한국이름 김요한)
- 서울교구장 (교구분할 이후)
  - 초대 이천환 (바우로) 주교  (최초의 한인주교, 한인 교구장)
  - 2대 김성수 (시몬) 주교
  - 3대 정철범 (마태) 주교
  - 4대 박경조 (프란시스) 주교
  - 5대 김근상 (바우로) 주교
  - 6대 이경호 (베드로) 주교
  - 7대 김장환 (엘리야) 주교 (현재)

## 소속 교무구 및 기관

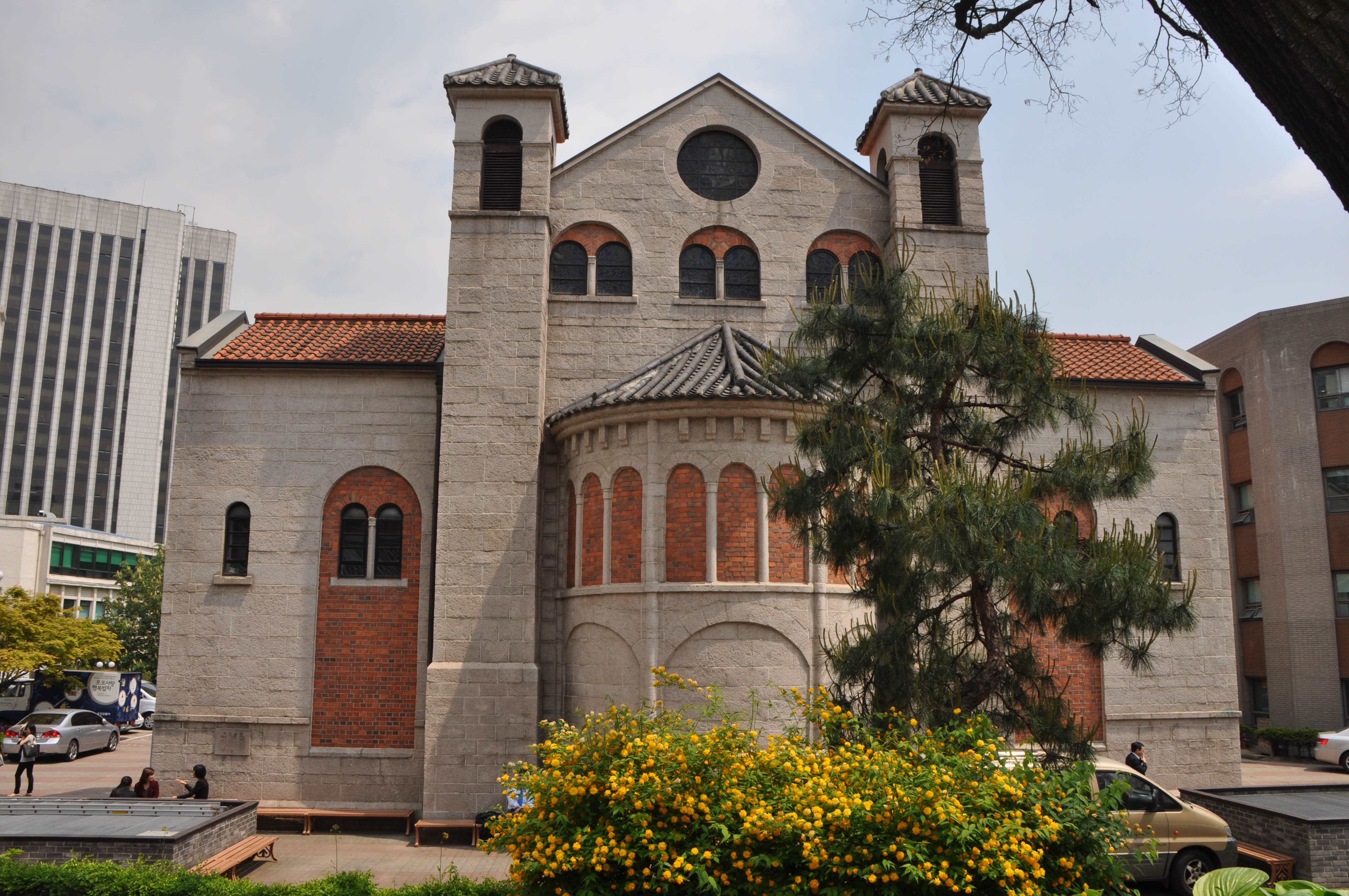
서울교구의 주교좌인 서울대성당

- 교무구
  - 서울주교좌성당 (주교좌교무구)
  - 중앙교무구
  - 강남교무구
  - 서부교무구
  - 남부교무구
  - 강화교무구
- 대한성공회 성가수도회
- 대한성공회 선교교육원
- 나눔의 집 협의회

## 같이 보기
- 대한성공회